# Movimiento de Resistencia Nacional
El Movimiento de Resistencia Nacional (en inglés: National Resistance Movement; en suajili: Kitaifa Harakati za Upinzani) conocido simplemente como El Movimiento o NRM, es el partido político gobernante y dominante en Uganda desde 1986, tras su victoria en la guerra civil contra el gobierno de Milton Obote. Está liderado por Yoweri Museveni. 
Entre 1986 y 2006 hizo imperar en el país el "Sistema del Movimiento", que convertía teóricamente a Uganda en una democracia sin partidos, en la que fundar un partido era ilegal. Sin embargo, en la práctica todos los candidatos presentados en las elecciones, dado el boicot opositor, eran miembros del NRM. En 2006 el país retornó legalmente a la democracia multipartidista, siendo el NRM fundado como partido del gobierno de Museveni, y obteniendo arrolladores resultados en todas las elecciones, que la oposición denuncia como un fraude.
Se declara a sí mismo como un partido de derecha liberal y dice promover la democracia cristiana, el libre mercado, estabilidad política, el respeto a los derechos humanos, la unidad nacional, la paz, la seguridad, el orden público, el constitucionalismo y el Estado de Derecho. Sin embargo, en la práctica su gobierno ha sido considerado fuertemente autoritario, siendo acusado de reprimir brutalmente a la disidencia y de cometer permanentes violaciones a los derechos humanos. Numerosas organizaciones de derechos humanos alrededor del mundo han denunciado su ferocidad contra los civiles y el nulo respeto las libertades básicas. Además existen acusaciones de fundamentalismo cristiano contra sus miembros, en especial el presidente Museveni, señalando particularmente la retórica sumamente conservadora del mandatario. Aunque el régimen del NRM ha sido elogiado por controlar de modo efectivo la epidemia de VIH/sida, con una de las mejores políticas respecto a ese tema en cuanto a lo que África se refiere, el alto índice de desempleo, hambruna y de pobreza extrema pone en duda el éxito económico que el gobierno reclama tener.